# Tamba thermeola
Tamba thermeola là một loài bướm đêm trong họ Noctuidae.